# Galadriel
Galadriel (traducido del sindarin como «doncella enguirnaldada de un brillante resplandor»)  es un personaje ficticio que pertenece al legendarium creado por el escritor británico J. R. R. Tolkien y que aparece en sus novelas El Silmarillion y El Señor de los Anillos. Es una elfa del clan Noldor, hija de Finarfin y Eärwen y hermana de Finrod, Orodreth, Angrod y Aegnor. Es asimismo madre de Celebrían y abuela de Arwen.
Su deseo de gobernar un territorio por su cuenta le llevó a unirse al exilio en la Tierra Media, que fue promovido por su tío Fëanor en los últimos años de las Edades de los Árboles. Allí habitó en el reino de Doriath, donde conoció a Celeborn y se casó con él. Antes del hundimiento de las tierras de Beleriand, acontecido a finales de la Primera Edad del Sol, Galadriel se trasladó a Eriador junto a su marido y habitaron en el bosque de Lothlórien hasta el fin de la Tercera Edad del Sol. Allí recibió de Celebrimbor uno de los tres anillos de poder que había creado para los elfos, Nenya. Durante la Guerra del Anillo dio refugio a la Compañía del Anillo y, acabada la contienda, partió de regreso a Aman.
J. R. R. Tolkien creó al personaje mientras escribía El Señor de los Anillos y posteriormente sería añadido también a los textos de El Silmarillion. La evolución de su historia es considerada por Christopher Tolkien en Cuentos inconclusos de Númenor y la Tierra Media como la más difícil y problemática por tener «graves incoherencias» entre sus distintas versiones; en esta obra se recogen además algunos de los relatos que el autor escribió sobre Galadriel a lo largo de su vida.
Galadriel ha aparecido en numerosas adaptaciones de El Señor de los Anillos, entre las que se incluyen varios juegos, la película de dibujos animados del director Ralph Bakshi (1978), las versiones radiofónicas de la BBC Radio (1955 y 1981) y la trilogía cinematográfica de Peter Jackson (2001, 2002, 2003). Su aparición también estaba programada en los primeros intentos que se realizaron para adaptar la novela al cine, como el basado en un guion de Morton Grady Zimmerman (1957) o el proyectado por la empresa United Artists con John Boorman como director (años 1970).

## Descripción
Es una elfa medio Noldor y medio Teleri, aunque también tiene parte Vanyar por su abuela Indis, de quien heredó su cabello rubio. Un ensayo que J. R. R. Tolkien escribió en 1968 y que más tarde sería recogido por su hijo Christopher en Los pueblos de la Tierra Media bajo el título «La marca de Fëanor», narra cómo los elfos decían que las luces de los Dos Árboles de Valinor habían quedado reflejadas en el pelo de Galadriel y cómo esto le hizo pensar a Fëanor por primera vez en la posibilidad de guardar dichas luces en un objeto, lo que desembocaría en la posterior creación de los Silmarils. Este texto cuenta además que la elfa tuvo desde temprana edad la habilidad de penetrar en la mente de otros y la describe como la más alta de las mujeres Noldor, «fuerte de cuerpo, de mente y de voluntad» de forma equiparable tanto a los maestros como a los atletas, así como la «más grande de los Noldor, excepto Fëanor quizás, aunque era más sabia que él».
En El Señor de los Anillos, J. R. R. Tolkien ofrece otra descripción de Galadriel en la que aporta más datos sobre su apariencia física y la de su esposo Celeborn:

«Muy altos eran, y la dama no menos alta que el señor, y hermosos y graves. Estaban vestidos de blanco y los cabellos de la dama eran de oro y los cabellos del señor Celeborn eran de plata, largos y brillantes; pero no había ningún signo de vejez en ellos, excepto quizás en lo profundo de los ojos, pues éstos eran penetrantes como lanzas a la luz de las estrellas y sin embargo profundos, como pozos de recuerdos».
«El espejo de Galadriel» en El Señor de los Anillos, de J. R. R. Tolkien.

### Familia
Galadriel es la menor de los cinco hijos de Finarfin, príncipe de los elfos Noldor y posteriormente rey, y de Eärwen, princesa de los elfos Teleri de Alqualondë; y la única de sexo femenino. Sus hermanos mayores son Finrod, Orodreth, Angrod y Aegnor. Está emparentada con Fëanor al ser este hijo de su abuelo Finwë y de su primera esposa, Míriel, aunque ambos nunca se llevaron bien.
|  |  |        |        |        |        | Finwë     | Finwë     | Finwë     | Finwë     | Finwë     | Finwë     |          |          | Indis    | Indis    | Indis    | Indis    | Indis    | Indis    |        |        |        |        |        |        |        |        |        |        |        |        |  |  |           |           |           |           |           |           |  |  |          |          |          |          |          |          |
|  |  |        |        |        |        | Finwë     | Finwë     | Finwë     | Finwë     | Finwë     | Finwë     |          |          | Indis    | Indis    | Indis    | Indis    | Indis    | Indis    |        |        |        |        |        |        |        |        |        |        |        |        |  |  |           |           |           |           |           |           |  |  |          |          |          |          |          |          |
|  |  |        |        |        |        |           |           |           |           |           |           |          |          |          |          |          |          |          |          |        |        |        |        |        |        |        |        |        |        |        |        |  |  |           |           |           |           |           |           |  |  |          |          |          |          |          |          |
|  |  |        |        |        |        |           |           |           |           |           |           |          |          |          |          |          |          |          |          |        |        |        |        |        |        |        |        |        |        |        |        |  |  |           |           |           |           |           |           |  |  |          |          |          |          |          |          |
|  |  |        |        |        |        | Fingolfin | Fingolfin | Fingolfin | Fingolfin | Fingolfin | Fingolfin |          |          | Finarfin | Finarfin | Finarfin | Finarfin | Finarfin | Finarfin |        |        | Eärwen | Eärwen | Eärwen | Eärwen | Eärwen | Eärwen |        |        |        |        |  |  |           |           |           |           |           |           |  |  |          |          |          |          |          |          |
|  |  |        |        |        |        | Fingolfin | Fingolfin | Fingolfin | Fingolfin | Fingolfin | Fingolfin |          |          | Finarfin | Finarfin | Finarfin | Finarfin | Finarfin | Finarfin |        |        | Eärwen | Eärwen | Eärwen | Eärwen | Eärwen | Eärwen |        |        |        |        |  |  |           |           |           |           |           |           |  |  |          |          |          |          |          |          |
|  |  |        |        |        |        |           |           |           |           |           |           |          |          |          |          |          |          |          |          |        |        |        |        |        |        |        |        |        |        |        |        |  |  |           |           |           |           |           |           |  |  |          |          |          |          |          |          |
|  |  |        |        |        |        |           |           |           |           |           |           |          |          |          |          |          |          |          |          |        |        |        |        |        |        |        |        |        |        |        |        |  |  |           |           |           |           |           |           |  |  |          |          |          |          |          |          |
|  |  |        |        |        |        |           |           |           |           |           |           |          |          |          |          |          |          |          |          |        |        |        |        |        |        |        |        |        |        |        |        |  |  |           |           |           |           |           |           |  |  |          |          |          |          |          |          |
|  |  | Finrod | Finrod | Finrod | Finrod | Finrod    | Finrod    |           |           | Orodreth  | Orodreth  | Orodreth | Orodreth | Orodreth | Orodreth |          |          | Angrod   | Angrod   | Angrod | Angrod | Angrod | Angrod |        |        | Aegnor | Aegnor | Aegnor | Aegnor | Aegnor | Aegnor |  |  | Galadriel | Galadriel | Galadriel | Galadriel | Galadriel | Galadriel |  |  | Celeborn | Celeborn | Celeborn | Celeborn | Celeborn | Celeborn |
|  |  | Finrod | Finrod | Finrod | Finrod | Finrod    | Finrod    |           |           | Orodreth  | Orodreth  | Orodreth | Orodreth | Orodreth | Orodreth |          |          | Angrod   | Angrod   | Angrod | Angrod | Angrod | Angrod |        |        | Aegnor | Aegnor | Aegnor | Aegnor | Aegnor | Aegnor |  |  | Galadriel | Galadriel | Galadriel | Galadriel | Galadriel | Galadriel |  |  | Celeborn | Celeborn | Celeborn | Celeborn | Celeborn | Celeborn |
|  |  |        |        |        |        |           |           |           |           |           |           |          |          |          |          |          |          |          |          |        |        |        |        |        |        |        |        |        |        |        |        |  |  |           |           |           |           |           |           |  |  |          |          |          |          |          |          |
|  |  |        |        |        |        |           |           |           |           |           |           |          |          |          |          |          |          |          |          |        |        |        |        |        |        |        |        |        |        |        |        |  |  |           |           |           |           | Celebrían |           |  |  |          |          |          |          |          |          |

### Etimología y otros nombres
Los distintos nombres de Galadriel aparecen también en el ensayo «La marca de Fëanor», donde se recogen todos los nombres de los miembros de la casa real de los Noldor; el pasaje dedicado a Galadriel le sirvió además a J. R. R. Tolkien para elaborar algunos de los textos que aparecen en Cuentos inconclusos sobre el personaje. Este ensayo explica como los elfos tenían por costumbre dar dos nombres o essi a sus hijos: uno paterno, dado tras el nacimiento, y otro materno, dado tiempo después; de este modo, el nombre paterno de Galadriel era Artanis, que significa «mujer noble» en la lengua élfica quenya, mientras que el materno era Nerwen o Nerwendë («doncella-hombre»). También hace referencia al hecho de que algunos elfos adoptaran otros nombres o kilmessi en la lengua sindarin tras exiliarse a Beleriand y señala que Galadriel escogió este porque «era el más bello de sus nombres» y le había sido dado por Celeborn; su forma original era Alatãriel o Alatãriellë, que es telerin, y Altariel o Naltariel su forma en quenya. El nombre, que hace referencia a su cabello, significa «doncella enguirnaldada de un brillante resplandor» y está compuesto por las raíces galad («resplandor», «reflejo brillante») y rî («guirnalda»), más la terminación iell usada en nombres femeninos.
Se la conocía además por varios títulos y alias como Dama de Lórien o Dama de Lothlórien, Dama de los galadhrim, Dama Blanca o Dueña de la Magia por parte de Faramir y Hechicera del Bosque de Oro por parte de Gríma.

## Vida

### Edades de los Árboles
Galadriel nació en la ciudad de Tirion en el año 1362 de las Edades de los Árboles. Tiempo después, en 1495 E. A. el vala Morgoth y la araña Ungoliant destruyeron los Dos Árboles de Valinor, dieron muerte en Formenos al abuelo de Galadriel, el rey Finwë, y robaron los Silmarils, tres joyas que Fëanor había elaborado y en cuyo interior se encontraban las luces de Telperion y Laurelin. Al enterarse de lo ocurrido, Fëanor instó a los Noldor a que le siguieran hacia la Tierra Media en persecución de Morgoth y pronunció un juramento en el que determinaba que perseguiría y mataría a cualquiera que pusiera las manos sobre los Silmarils. La mayoría de los Noldor le siguieron, entre ellos Galadriel, aunque nunca pronunció el juramento siguió a los Noldor por amor hacia Fingolfin. Dado que el camino por tierra era fatigoso y difícil, Fëanor trató de tomar los barcos de los elfos Teleri por la fuerza y se produjo así la primera matanza de elfos contra elfos. El vala Mandos maldijo por ello a todos los Noldor, ante lo cual Finarfin y algunos de los suyos abandonaron la marcha hacia la Tierra Media para pedir el perdón de los Valar, no así Galadriel, que continuó el camino y cruzó Helcaraxë junto a sus hermanos.

### Primera Edad del Sol
En algún momento de la Primera Edad del Sol, Galadriel y sus hermanos acudieron al bosque de Doriath, el reino de Thingol y Melian, donde fueron acogidos debido a su parentesco con los Teleri y con Olwë, hermano del rey. Allí la elfa conoció a Celeborn, de quien se enamoró y con el que posteriormente tendría una hija, Celebrían. Cuando su hermano mayor, Finrod, partió hacia las cavernas situadas bajo el Alto Narog con el fin de construir el futuro reino de Nargothrond, Galadriel permaneció en Doriath y allí vivió con Melian, aumentando su sabiduría gracias a las enseñanzas de la reina.
Lo último que se sabe de la historia de Galadriel en la Primera Edad del Sol es que, una vez acabada la construcción de Nargothrond, acudió a visitar a sus hermanos y permaneció en el reino durante un tiempo.

### Segunda y Tercera Edades del Sol
Durante algún tiempo, Galadriel y Celeborn vivieron en el reino de Lindon antes de trasladarse al bosque de Lothlórien. Poco antes de que Sauron destruyera el reino de Eregion en el año 1697 de la Segunda Edad del Sol, el anillo Nenya, uno de los tres anillos de poder que Celebrimbor había fabricado para los elfos, fue entregado a Galadriel para que lo guardara y, gracias a él, el bosque de Lothlórien se conservó intacto y no palideció.

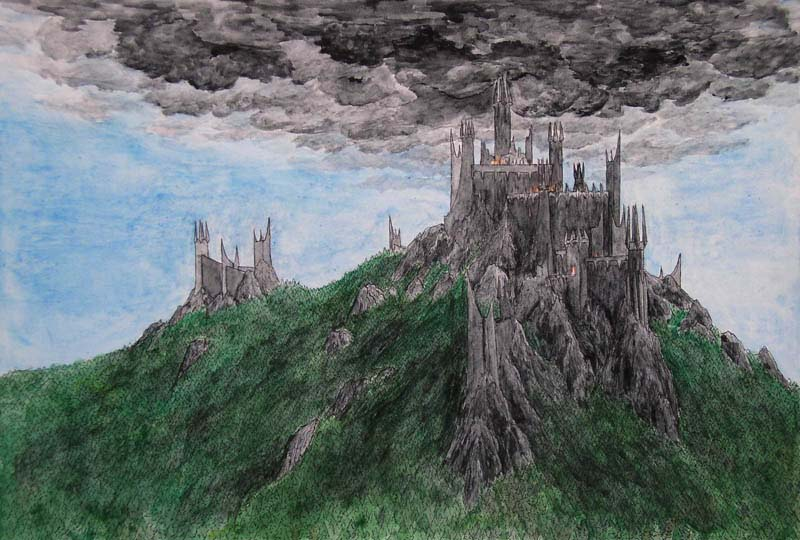
Representación de Dol Guldur, fortaleza en la que Sauron se refugió durante un tiempo en la Tercera Edad del Sol.

Durante la Tercera Edad del Sol, Galadriel permaneció en Lothlórien. En 2463 T. E. y con el fin de combatir a Sauron, formó junto a Elrond, Círdan, otros señores de los elfos, y los magos Saruman, Gandalf y Radagast, un consejo que pasó a ser conocido como el Concilio Blanco. Galadriel propuso a Gandalf como jefe del consejo, pero un orgulloso Saruman se lo reprochó, pues él era quien más había estudiado las estrategias de Sauron, y finalmente fue el elegido. Su siguiente reunión no tendría lugar hasta pasados muchos años, en 2851 T. E., y en ella Gandalf instó al consejo a que atacaran la fortaleza de Dol Guldur, donde Sauron se refugiaba bajo la apariencia del Nigromante, pero Saruman se opuso. En 2941 T. E. se volvieron a reunir y esta vez sí decidieron atacar la fortaleza, expulsando de ella a Sauron. En 2953 T. E. tuvo lugar su última reunión, en la que discutieron el asunto de los Anillos de Poder.
En 2980 T. E. y de camino a Rivendel, Aragorn llegó a las fronteras de Lothlórien y Galadriel le permitió entrar en el bosque.

#### Guerra del Anillo
En la época de la Guerra del Anillo Galadriel dio refugio y ayuda a la Compañía del Anillo, la cual pasó un tiempo en Lothlórien durante su viaje hacia la tierra de Mordor con el fin de destruir el Anillo Único. La elfa fue tentada cuando Frodo Bolsón le ofreció el Anillo, pero superó la prueba y antes de que la Compañía partiera les entregó diversos regalos a sus miembros. El enano Gimli quedó prendado de su belleza, que en adelante defendería hasta con el hacha, y Galadriel le correspondió regalándole tres de sus cabellos a petición suya. Tras la partida de la Compañía, Galadriel envió a Gwaihir, señor de las águilas, en búsqueda de Gandalf, quien en su larga lucha contra el balrog de Moria había llegado hasta la cima de Zirak-Zigil. Gwaihir le llevó a Lothlórien, donde fue curado y vestido de blanco y donde Galadriel le informó del paso de la Compañía, así como del peligro que corrían, y le dio mensajes para Aragorn, Legolas y Gimli.
Luego de que el Anillo Único fuera destruido, Galadriel acudió a la coronación de Aragorn Elessar como rey de Gondor y Arnor y a la boda de este con su nieta Arwen, hija de Celebrían y Elrond. Poco después todos pusieron rumbos a sus respectivos hogares y Galadriel se despidió de la Compañía al pie de las Montañas Nubladas.
Finalmente, el 29 de septiembre del año 3021 T. E., Galadriel partió hacia los Puertos Grises, donde en compañía de Elrond, Gandalf, Frodo y Bilbo Bolsón, partió hacia Aman para reunirse con sus familiares. Se dice que, una vez allí y ya en la Cuarta Edad del Sol, Galadriel intervino para que se permitiera a Gimli entrar en el reino de los Valar junto al elfo Legolas.
| Predecesor: Amroth (Rey de Lothlórien) | Dama de los Galadhrim (junto a Celeborn) 1981 T. E. - 29 de septiembre de 3021 T. E. | Sucesor: Celeborn en solitario |

## Creación y desarrollo del personaje

### EnEl Señor de los Anillos

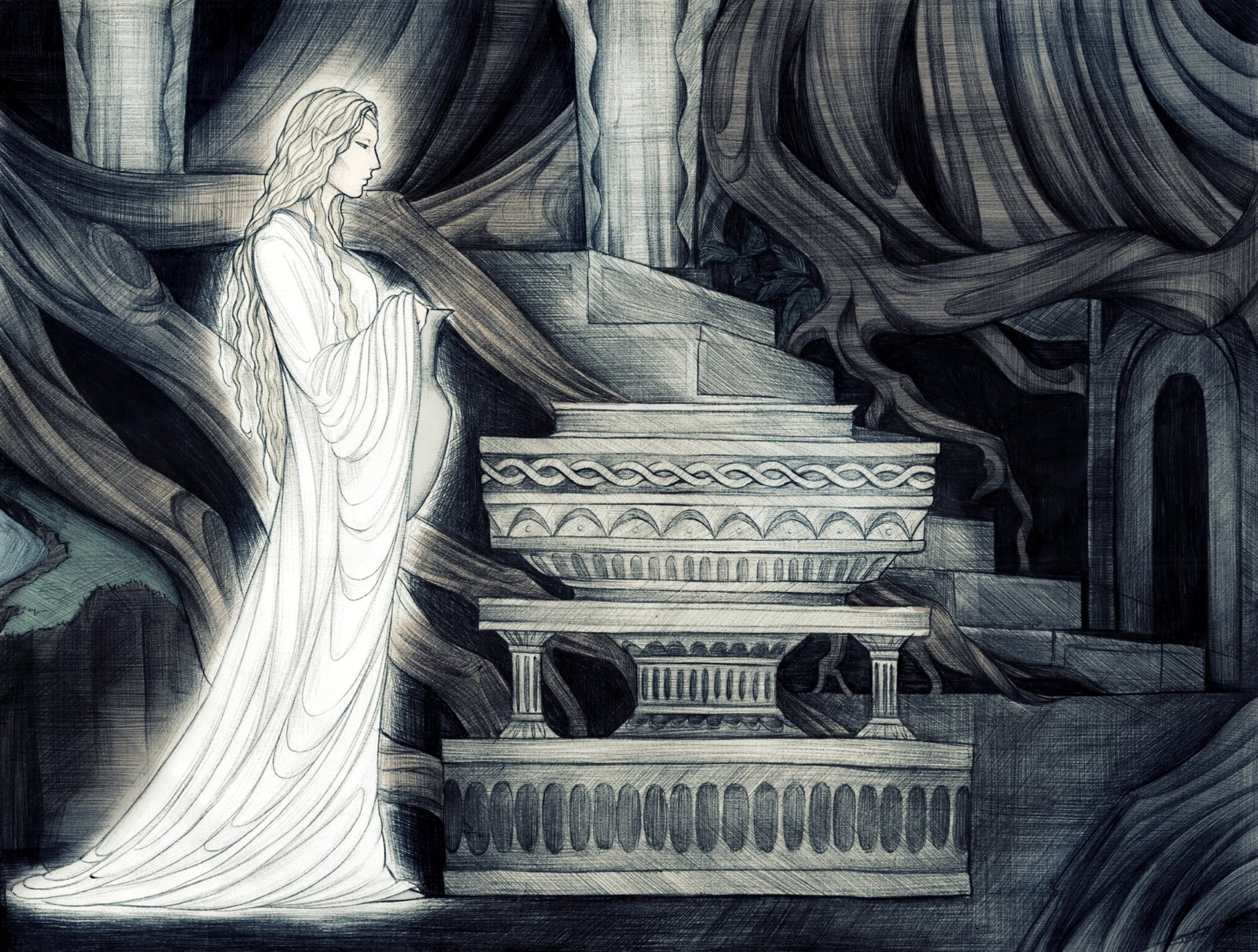
Galadriel en Lothlórien, fan art de Tessa Boronski.

La primera referencia a Galadriel en los textos de J. R. R. Tolkien se encuentra en uno de los primeros borradores de los capítulos seis y siete del libro II de La Comunidad del Anillo, «Lothlórien» y «El espejo de Galadriel», que en un principio eran uno solo. En el punto de la narración donde el elfo Haldir conduce a la Compañía del Anillo a Cerin Amroth, J. R. R. Tolkien interrumpió la composición del capítulo para escribir una serie de notas sobre como debía continuar la historia y en una de ellas hacía referencia a una dama de los galadhrim, de pelo blanco y ojos penetrantes, aunque aún no especificó su nombre. En otra nota, esta vez escrita en el manuscrito del borrador, aparece ya el nombre de Galadriel y se la describe como la esposa de Elrond. Tras estas notas, el escritor continuó la composición del capítulo y en la primera aparición de Galadriel insertó junto a ella al personaje de Celeborn, abandonando así la posibilidad de su matrimonio con Elrond. Además barajó otros nombres para la dama, como Finduilas, Rhien, Galdrien y Galadhrien («dama del árbol» en sindarin).
Después de que la historia llegara a Caras Galadhon, en el punto en que la Compañía se dirige a descansar tras hablar con Celeborn y Galadriel, J. R. R. Tolkien interrumpió una vez más la composición y escribió un breve boceto sobre la continuación del capítulo hasta que la Compañía sale de Lothlórien. En él, el espejo de Galadriel pertenecía a Celeborn y no a ella, pero al reanudar la composición, se atribuyó su propiedad a la dama y era Frodo, y no Sam como en la versión definitiva, quien miraba en él.
Cuando comenzó el capítulo «Adiós a Lórien», J. R. R. Tolkien redactó tres textos en los que Celeborn habla a los miembros de la Compañía sobre la continuación de su viaje y les presta los botes en los que parten por el río Anduin. En el cuarto texto avanzó hasta el punto en el que Galadriel le entrega sus regalos a la Compañía, aunque en esta versión algunos no eran los mismos que en la definitiva y no aparecen todos. A Aragorn le regala una vaina de plata para su espada, con el nombre de ésta y de su nuevo propietario grabados en runas doradas, pero no se hace referencia a la piedra Elessar. Los regalos de Boromir, Legolas, Sam, Pippin y Merry son los mismos que en La Comunidad del Anillo y se describen casi de la misma forma. Gimli, al igual que en la versión definitiva, no pide nada a Galadriel, pero ella le ofrece un broche de oro con una esmeralda engarzada, objeto que se convertiría poco después en la Elessar. Si bien aún quedaba el regalo de Frodo, J. R. R. Tolkien interrumpió aquí el texto y comenzó uno nuevo, igual al anterior pero descartando el regalo de Aragorn e incorporando la petición del mechón de pelo de Galadriel por parte de Gimli tal y como aparece en La Comunidad del Anillo.

### EnEl Silmarilliony otros textos
Sobre la evolución que tuvo la historia de Galadriel antes de la Guerra del Anillo, Christopher Tolkien admite en Cuentos inconclusos de Númenor y la Tierra Media que es la más difícil y problemática por tener «graves incoherencias» entre sus distintas versiones.
En una de las primeras versiones del último capítulo de El Silmarillion, «De los Anillos de Poder y la Tercera Edad», J. R. R. Tolkien describe a Galadriel como la hija de Finrod y, por tanto, hermana de Gil-Galad. En ella se cuenta además como la elfa escapó del reino de Nargothrond antes de su destrucción y llegó a Eriador, aunque posteriormente Tolkien tachó estas afirmaciones y estableció que cruzó las montañas antes incluso de la construcción del reino de su padre.

Dependiendo de la versión, los motivos de Galadriel para quedarse en la Tierra Media tras la derrota de Morgoth al final de la Primera Edad del Sol se explican de una u otra forma. Un pasaje de la obra The Road Goes Ever On, editada por Donald Swann, establece que los Valar no permitieron que Galadriel regresara a Aman y, en una carta datada de agosto de 1967, Tolkien lo explica diciendo que sólo prohibieron el retorno de aquellos Noldor que habían sido los principales responsables de la rebelión, entre ellos Galadriel, aunque posteriormente fue perdonada por su ayuda en la lucha contra Sauron y por no haber caído en la tentación de aceptar el Anillo Único para sí misma. Por el contrario, en un ensayo escrito tiempo después de la publicación de The Road Goes Ever On, Tolkien indica que los Valar sí concedieron su perdón a Galadriel, junto al de todos aquellos que habían luchado contra Morgoth, pero ella lo rechazó movida por su orgullo. De igual forma, en un bosquejo sobre la historia de Galadriel y Celeborn que el autor escribió un mes antes de su muerte, ambos personajes rechazan regresar a Aman, pero no se menciona que fuera debido al orgullo de ella.
En la concepción inicial y de acuerdo a las palabras que dirige a Frodo en El Señor de los Anillos, Galadriel cruzó sola las montañas de Beleriand antes de que finalizara la Primera Edad del Sol y se encontró con Celeborn en Lothlórien, su tierra.

«Se dice del señor de los galadhrim que es el más sabio de los elfos de la Tierra Media y un dispensador de dones que superan los poderes de los reyes. Ha residido en el oeste desde los tiempos del alba, y yo he vivido con él innumerables años; pues crucé las montañas antes de la caída de Nargothrond o de Gondolin, y juntos hemos combatido durante siglos la larga derrota».
Galadriel en «El espejo de Galadriel», El Señor de los Anillos de J. R. R. Tolkien.

No obstante, tanto en El Silmarillion como en The Road Goes Ever On se menciona que Galadriel se encontró y enamoró de Celeborn en Doriath, donde vivía por ser pariente del rey Thingol. Por otro lado, en el ensayo posterior a la publicación de The Road Goes Ever On y en el bosquejo de la historia que Tolkien escribió poco antes de morir, Celeborn pasa a ser un teleri de Aman y cruza las montañas de Beleriand hacia Eriador junto a Galadriel.
El ensayo posterior a la publicación de The Road Goes Ever On ofrece además muchos datos sobre la estancia de Galadriel en Aman que no se mencionan en ninguna novela de Tolkien. En él se narra como los eldar decían que las luces de Laurelin y Telperion habían quedado reflejadas en el cabello de Galadriel y como muchos consideraban que esto le hizo pensar por primera vez a Fëanor en la posibilidad de guardar y mezclar estas luces, hecho que le llevó a crear los Silmarils. Habla también de la rivalidad existente entre Galadriel y Fëanor y de como ella luchó contra él en defensa de los teleri, parientes de su madre, durante la Matanza de Alqualondë, hecho que la llevó junto con su orgullo al exilio en la Tierra Media con el fin de frustrar todos los planes del elfo. Por el contrario, en el bosquejo que escribió el mes antes de morir, Tolkien ofrece una versión completamente distinta de los motivos que llevaron a Galadriel al exilio: tras llevar un tiempo deseando partir hacia la Tierra Media, la elfa fue a vivir con los teleri a Alqualondë y allí conoció a Celeborn, con quien planeó construir una nave y partir en ella, pero justo en el momento en que iba a pedir el permiso de los Valar para ello, Morgoth y Ungoliant destruyeron los árboles y Galadriel quedó sometida a la maldición de Mandos al no haber podido acudir a Valinor para hablar con Manwë. Finalmente partió junto a Celeborn en el barco y así llegaron hasta los puertos de Círdan.

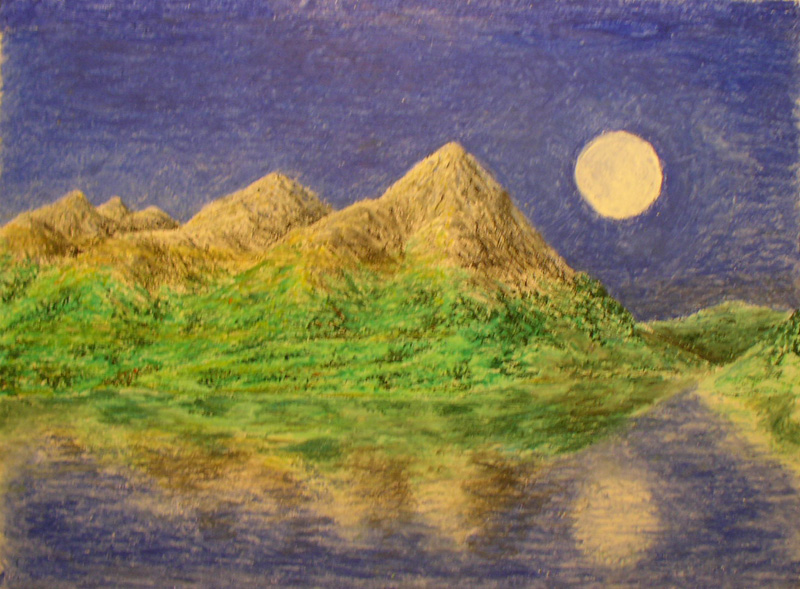
Representación de Lindon, lugar donde vivió Galadriel durante un tiempo según una versión de su historia escrita por J. R. R. Tolkien en 1969 o posteriormente.

Tiempo después de la publicación de El Señor de los Anillos, J. R. R. Tolkien escribió un esbozo al que tituló «De Galadriel y Celeborn» y en el comenzó a tratar la historia de la elfa durante la Segunda Edad del Sol. En él se narra como la pareja cruzó la cordillera de Ered Luin y se asentó en las orillas del lago Evendim junto a otros elfos, convirtiéndose ambos en sus líderes; aparece aquí un nuevo personaje al que J. R. R. Tolkien convirtió en su hijo, Amroth, nacido en algún momento entre los años 350 y 400 S. E. La narración continúa contando como, unos trescientos años después, Galadriel y Celeborn se dirigieron al este y fundaron Eregion junto al reino enano de Khazad-dûm, teniendo lugar por aquel entonces sus primeros contactos con los elfos del bosque de Lothórien. De esta forma y aunque el personaje sí aparece en el esbozo, Celebrimbor no recibe el título de señor de Eregion como en la versión publicada de El Silmarillion. No se especifica la fecha en la que Sauron llegó disfrazado a Eregion, pero sí que se ganó en secreto la confianza de sus habitantes sin que Galadriel y Celeborn se enteraran y finalmente, entre los años 1350 y 1400 S. E., les convenció para que se rebelaran contra ellos y les arrebataran el mando. Fue entonces cuando Galadriel se marchó a Lothlórien con Amroth y Celebrían, pues a pesar de lo ocurrido Celeborn no quería atravesar Khazad-dûm por su desconfianza hacia los enanos y se quedó en Eregion, tomando el mando y organizando la defensa contra Sauron. Cuando Celebrimbor descubrió el engaño de Sauron acudió a Lothlórien para pedir el consejo de Galadriel y fue ella quien le dijo que escondiera los tres anillos de los elfos, recibiendo a cambio a Nenya. El relato cuenta como también, al usar el anillo para proteger el bosque, surgió en ella el deseo de volver a Aman y, dejando a Amroth al mando de Lothlórien, fue con Celebrían a Rivendel. Allí vivió durante un tiempo y también allí se celebró la primera reunión del Concilio Blanco. El relato concluye contando como tiempo después se trasladó a las tierras que más tarde serían llamadas Dol Amroth y como Galadriel no regresó a Lothlórien hasta el año 1981 de la Tercera Edad del Sol, cuando su hijo desapareció y el bosque corría de nuevo peligro.
En 1969 o una fecha posterior, J. R. R. Tolkien escribió otro relato titulado «Parte de la leyenda de Amroth y Nimrodel, brevemente contada» y en el que ofrece una versión completamente distinta a la anterior sobre lo ocurrido con Galadriel tras la destrucción de Eregion. El relato narra como la elfa se marchó a Lindon y fue Celeborn quien fortificó Lothlórien para después regresar con su esposa. Por otro lado, el bosque pasa a estar gobernado aquí por Amdír y posteriormente por Amroth, su hijo y no de Galadriel y Celeborn. En esta versión y a diferencia de la anterior, el matrimonio pasó un tiempo en Lothlórien a principios de la Tercera Edad del Sol, preocupados por la oscuridad que crecía en el Bosque Negro, y fue más tarde cuando se marcharon a Rivendel para luego regresar al bosque tras la caída de Khazad-dûm y la muerte de Amroth, momento en el que se convirtieron en sus guardianes sin adoptar el título de reyes.
Otro manuscrito de fecha desconocida y titulado «La elessar», recoge dos versiones distintas sobre cómo llegó esta piedra a manos de Galadriel. La primera de ellas narra como Gandalf la trajo consigo de Aman cuando llegó a la Tierra Media y se la dio a la elfa en nombre de la valië Yavanna, mientras que la segunda dice que fue Celebrimbor quien la creó a petición de Galadriel, pues él había vivido en Gondolin y había tenido amistad con Enerdhil, el creador de la elessar original. Se añade además en esta última un dato que no vuelve a aparecer en ningún otro texto de J. R. R. Tolkien y es que Celebrimbor estaba enamorado de Galadriel y por ello le fabricó la elessar.

## Críticas y comentarios
El padre Robert Murray, nieto del lexicógrafo James Murray y amigo de J. R. R. Tolkien, leyó El Señor de los Anillos a petición de este último antes de que fuera publicado en 1954 y en los comentarios que envió por carta al autor destacaba la fuerte sensación «de una compatibilidad positiva con el orden de la Gracia» que le había producido la obra, así como una comparación de la imagen
de Galadriel con la de la Virgen María. Muchos otros autores han remarcado desde entonces esta influencia o paralelismo entre ambas figuras, aunque el propio J. R. R. Tolkien confesó que si bien «es verdad que este personaje debe mucho a la enseñanza cristiana y católica acerca de María y de la presentación de su imagen, en realidad Galadriel era una penitente: en su juventud, una conductora en la rebelión contra los Valar (los guardianes angélicos)».
En su ensayo El manantial y los bajíos, Joseph Pearce muestra diversas críticas y opiniones que recibió El Señor de los Anillos desde su publicación. Entre ellas se encuentran la de Brenda Partridge, quien en Nada de sexo, por favor, somos hobbits: la construcción de la sexualidad femenina de El Señor de los Anillos afirma que la redoma que Galadriel le regala a Frodo representa «un falo más potente que las espadas», o la del padre Charles Dilke, que secunda la comparación hecha por Murray sobre Galadriel y María, aunque sin señalar qué elementos le llevan a pensar eso. El crítico Christopher Clausen recoge también dicha comparación en su ensayo El Señor de los Anillos y La balada del caballero blanco, donde afirma que se debe sobre todo a la obra citada de G. K. Chesterton.
Michael D. C. Drout reúne en J. R. R. Tolkien Encyclopedia una serie de textos escritos por otros autores y dedicados a J. R. R. Tolkien y a sus obras, en los que se encuentran numerosos comentarios sobre Galadriel y comparaciones con otros personajes. En su entrada sobre el catolicismo romano, Bradley J. Birze asegura que la elfa «es probablemente la representación más evidente de María» y que además contiene elementos de la Dama del Lago, personaje de la leyenda del rey Arturo. Aline Ripley recoge en «Lecturas feministas de Tolkien» varios posibles paralelismos del personaje, entre ellos con Circe y Calipso en la Odisea de Homero, por ofrecer su ayuda a los héroes de la obra y darles regalos en forma de comida, ropa y luz; con la Virgen María, por «asociación con los símbolos de luz y semillas»; y con las valquirias de la mitología nórdica, por su «resplandor». En su entrada dedicada a Galadriel, Jason Fisher la describe como «uno de los personajes más fuertes y vistosamente descritos por Tolkien, independientemente de su sexo, y sin duda la más grande de las elfas». Anne C. Petty comenta en «Finlandia: fuentes literarias» que Galadriel tiene cualidades de las deidades de la mitología finesa Ilmatar, «como un ser semidivino que contiene la luz de la creación», y Louhi, «como jefa de una tierra misteriosa y oculta».
Marjorie Burns recoge en la entrada «Dobles» algunos de los paralelismos entre los personajes creados por J. R. R. Tolkien, entre ellos los de Galadriel con Baya de Oro y la maia Melian y con la valië Varda. Para Burns, Baya de Oro es una versión más «hogareña» de Galadriel y comenta que el paralelismo entre ambas radica en que viven en reinos aislados y cubiertos de árboles, y están asociadas con el agua; destaca también la frase con la que se presenta el personaje en la novela como otro elemento de comparación: «se encuentran de pronto ante una reina élfica, joven y hermosa, vestida con flores frescas». El paralelismo con Melian es descrito como el «más importante», destacando que ambas usan su poder para proteger sus respectivos reinos (Doriath con la Cintura de Melian y Lotholórien con el anillo Nenya), y mientras que la maia se coloca en oposición a la araña Ungoliant, la elfa lo hace en oposición a su descendiente, Ella-Laraña; además, señala que la hija de Melian, Lúthien, se casa con un miembro de la raza de los hombres, al igual que la nieta de Galadriel, Arwen. Por último, Burns describe a Galadriel como la representación de Varda en la Tierra Media, pues ambas son «dadoras de luz».

## Adaptaciones a otros medios

### Cinematográficas

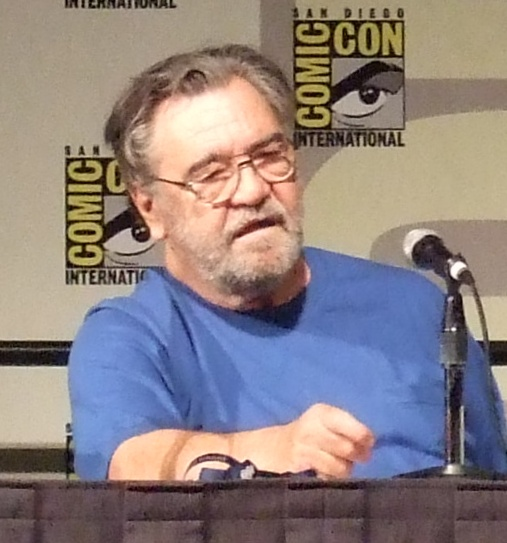
Ralph Bakshi, director de la adaptación animada de El Señor de los Anillos en la que la actriz Annette Crosbie prestó su voz al personaje de Galadriel.

En 1957, una compañía estadounidense propuso a J. R. R. Tolkien la realización de una versión en dibujos animados de El Señor de los Anillos. Si bien el autor dio su visto bueno a algunos de los bocetos elaborados para la película, el guion elaborado por Morton Grady Zimmerman incluía numerosas modificaciones en la historia, lo que provocó su indignación y finalmente la cancelación del proyecto. Entre los cambios realizados estaba la eliminación de la escena en la que Galadriel se siente tentada por el Anillo Único, calificada como «significativa» por J. R. R. Tolkien debido a la desaparición de «prácticamente todo lo que tiene contenido moral de la sinopsis».
La empresa cinematográfica United Artists contrató al cineasta John Boorman para realizar una adaptación de El Señor de los Anillos en imagen real a mediados de los años 1970, pero el coste de la película hizo que finalmente no se llevara a cabo; el guion elaborado incluía algunos cambios en el personaje de Galadriel, como el hecho de seducir a Frodo durante la escena del espejo en Lothlórien. Ralph Bakshi se puso al frente de este proyecto poco después y consiguió que la empresa distribuyera la película. Modificado el guion por Peter S. Beagle, el director realizó una adaptación en formato de dibujos animados y rotoscopio en la que la actriz Annette Crosbie fue quien se encargó de prestar su voz al personaje de Galadriel. Si bien en ella no se omitió la tentación de Galadriel durante la escena del espejo, sí se eliminó la entrega de sus regalos a la Compañía del Anillo.

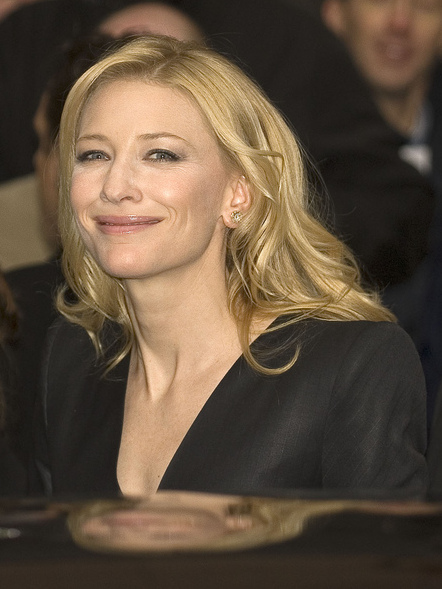
Cate Blanchett, intérprete de Galadriel en trilogía cinematográfica de El Señor de los Anillos realizada por el cineasta Peter Jackson.

En la trilogía cinematográfica de El Señor de los Anillos dirigida por Peter Jackson y estrenada a principios de los años 2000, Galadriel fue interpretada por la actriz australiana Cate Blanchett y doblada al español por Nuria Mediavilla. El papel le había sido ofrecido en un primer momento a Lucy Lawless, pero ella lo rechazó debido a su embarazo.
Originalmente los guionistas de la trilogía, Philippa Boyens, el propio Jackson y su esposa Fran Walsh, habían escrito el prólogo que aparece en la primera entrega, La Comunidad del Anillo, de forma que el narrador fuera Frodo (interpretado por Elijah Wood), pero el personaje acabó siendo descartado debido a que desconocía la historia del Anillo Único. El personaje de Gandalf fue otro de los candidatos e incluso el propio Ian McKellen, intérprete del mago, lo pidió, pero también fue descartado debido a que su papel en dicha entrega era bastante grande y finalmente fue Cate Blanchett quien puso su voz como Galadriel, ya que el personaje tenía conocimiento de la historia y había formado parte de ella.
El director de fotografía de la trilogía, Andrew Lesnie, quería hacer algo especial con el personaje debido a que le parecía el personaje más vinculado al mundo espiritual. Inspirado por una de las frases con las que J. R. R. Tolkien describe a Galadriel y Celeborn en el libro, «no había ningún signo de vejez en ellos, excepto quizás en lo profundo de los ojos, pues éstos eran penetrantes como lanzas a la luz de las estrellas y sin embargo profundos, como pozos de recuerdos», Lesnie decidió comprar luces de Navidad y adornar con ellas el plató en el que rodaba Cate Blanchett varias escenas de Lothlórien, de forma que en sus ojos parecía que se reflejaban las estrellas.
En abril de 2001, la actriz confirmó en Londres, Reino Unido, que ya había terminado de filmar sus escenas en Nueva Zelanda tras un mes de rodaje y que en esos momentos se encontraba grabando de nuevo sus diálogos en un estudio debido a que los primeros no habían quedado bien.
A pesar de que el personaje no aparece en El hobbit, el equipo de Peter Jackson volvió a incorporar a Cate Blanchett doce años después como Galadriel en su adaptación al cine de esa novela, rodada en tres películas: El hobbit: un viaje inesperado (2012), El hobbit: la desolación de Smaug (2013) y El hobbit: la batalla de los cinco ejércitos (2014), y que contaron con parte del reparto que ya trabajara en las de El Señor de los Anillos.
En la serie de Amazon Studios de 2022 El Señor de los Anillos: los Anillos de Poder, es interpretada por la actriz galesa Morfydd Clark.

### Radiofónicas y musicales
La primera adaptación de El Señor de los Anillos se hizo para la radio, entre los años 1955 y 1956. La BBC Radio realizó en el Reino Unido una adaptación de doce episodios, todos ellos adaptados y producidos por Terence Tiller, en los que Nicolette Bernard prestó su voz al personaje de Galadriel. Marian Diamond hizo lo propio en otra de las adaptaciones radiofónicas realizada años después, en 1981, por la misma emisora.
En el ámbito musical, el nombre de Galadriel ha dado título a varios temas de distintos cantantes o bandas y se ha especulado sobre su posible referencia a la elfa. El grupo musical británico Barclay James Harvest tituló a una de sus canciones «Galadriel», aunque el contenido de su letra no hacía referencia específicamente al personaje de J. R. R. Tolkien. Del mismo modo, uno de los temas del cantante Cliff Richard, compuesto por Norman Petty y Buddy Holly, lleva por título el nombre de la elfa y en él se la menciona como «espíritu de la luz de estrellas». Algunos fanes afirmaron que la canción «Stairway to Heaven», del grupo Led Zeppelin y cuyos miembros son aficionados a las obras de J. R. R. Tolkien, contenía referencias a Galadriel. Si bien la letra alude a una dama, de nombre desconocido, con frases como «there’s a lady who’s sure all that glitters is gold» («hay una dama que está segura de que todo lo que reluce es oro») y «a lady we all know who shines white light» («una dama a la que todos conocemos que irradia luz blanca»), Stephen Davis afirma en la biografía de la banda que la dama «es un paradigma de la reina de las hadas de Edmund Spenser, la diosa blanca de Robert Graves, y personajes celtas como la Dama del Lago, Morgana o Rhiannon», descartando su identificación con Galadriel.
Galadriel también ha aparecido en la producción musical de El Señor de los Anillos dirigida por Matthew Warchus. En las representaciones que tuvieron lugar en Toronto, Canadá, durante el año 2006, el personaje fue interpretado por Rebecca Jackson Mendoza, quien llevaba para la ocasión un vestido con más de 1800 abalorios cosidos a mano. A mediados de 2007 el musical se mudó al teatro Drury Lane de Londres y, tras una extensa reescritura, Laura Michelle Kelly ocupó el papel de Galadriel, siendo sustituida en febrero de 2008 por Abbie Osmon.

### Juegos
Games Workshop elaboró dos figuras de Galadriel, una que vende junto con la de Celeborn y la del espejo y otra por separado, para su juego de miniaturas basado en la trilogía cinematográfica de El Señor de los Anillos. Está además disponible como heroína en la facción del bien dentro del videojuego El Señor de los Anillos: la batalla por la Tierra Media II. Doblado por Lani Minella en la versión original, el personaje sólo puede desbloquearse derrotando a la criatura Gollum y llevando el Anillo Único que porta hasta la fortaleza del ejército, siendo su precio de obtención el más elevado, junto con el de Sauron, para conseguir a un héroe en el videojuego: 10 000 unidades.